# Northamptonshire and Blaby (circonscription du Parlement européen)
Avant l’adoption uniforme de la représentation proportionnelle en 1999, le Royaume-Uni utilisait le système uninominal à un tour pour les élections européennes en Angleterre, en Écosse et au pays de Galles. Les conscriptions du Parlement européen utilisées dans ce système étaient plus petites que les circonscriptions régionales les plus récentes et ne comptaient chacune qu'un seul membre au Parlement européen.
La circonscription de Northamptonshire and Blaby en faisait partie.
Il se composait des circonscriptions parlementaires du Parlement de Westminster de Blaby, Corby, Daventry, Kettering, Northampton North, Northampton South et Wellingborough.

## Membre du Parlement européen
| Élection                    | Élection | Portrait | Membre          | Parti        |
| --------------------------- | -------- | -------- | --------------- | ------------ |
|                             | 1994     |          | A.T. Billingham | Travailliste |
| 1999 circonscription abolie |          |          |                 |              |

## Résultats des élections
Les candidats élus sont indiqués en gras.
| Parti         | Parti                                  | Candidat        | Voix    | %    | ± |
| ------------- | -------------------------------------- | --------------- | ------- | ---- | - |
|               | Travailliste                           | A.T. Billingham | 95,317  | 46,1 | ' |
|               | Conservateur                           | A.M.H. Simpson  | 69,232  | 33,5 |   |
|               | Libéral Démocrate                      | K.L. Scudder    | 27,616  | 13,4 |   |
|               | Green                                  | A.T. Bryant     | 9,121   | 4,4  |   |
|               | Indépendant                            | E.P.I. Whitaker | 4,397   | 2,1  |   |
|               | National Liberal Party                 | B. Spivack      | 972     | 0,5  |   |
| Majorité      | Majorité                               | Majorité        | 26,085  | 12,6 |   |
| Participation | Participation                          | Participation   | 206,655 |      |   |
|               | Travailliste vainqueur (nouveau siège) |                 |         |      |   |